# Прем'єр-ліга (Лаос)
Прем'єр-ліга Лаосу (лаос. ລາວ ພຣີເມຍລີກ) — найвища футбольна ліга Лаосу, що була заснована в 1990 році. Проводиться під егідою Лаоської федерації футболу.

## Історія
Чемпіонат Лаосу з футболу почав розігруватись з 1990 року. У перших трьох сезонах чемпіоном ставала команда Армія Лаосу. У 1993 і 1995 роках чемпіонати були проведені без столичних в'єнтьянських команд, які були виключені, і очевидно організували окремий чемпіонат. Чемпіонат 1997 року, який виграла Армія Лаосу, був першим чемпіонатом, в якому зіграло 4 команди з В'єнтьяна і 4 команди з провінцій.
З початку 2000-х років почав проводитись єдиний повноцінний чемпіонат.

## Чемпіони
| - 1990: Армія Лаосу (В'єнтьян) - 1991: Армія Лаосу (В'єнтьян) - 1992: Армія Лаосу (В'єнтьян) - 1993: Саваннакхет (Саваннакхет) / Армія Лаосу (В'єнтьян) - 1994: Армія Лаосу (В'єнтьян) - 1995: Паксе (Паксе) / Ед'юкейшн Тім - 1996: Армія Лаосу (В'єнтьян) - 1997: Сайнябулі (Сайнябулі) / Армія Лаосу (В'єнтьян) - 1998: Кхаммуан Провінс Тім (?) - 1999: Немає даних - 2000: Муніципалітет В'єнтьян (національні ігри) - 2001: Банк Лаосу - 2002: Йота - 2003: Йота | - 2004: Йота - 2005: В'єнтьян - 2006: В'єнтьян - 2007: Лаосько-американський коледж - 2008: Армія Лаосу - 2009: Чемпіонат не проводився - 2010: Банк Лаосу - 2011: Йота - 2012: Поліція Лаосу - 2013: SHB Тямпасак - 2014: Хоангань Аттапи - 2015: Лао Тойота - 2016: Ланексанг Юнайтед - 2017: Лао Тойота - 2018: Лао Тойота |

Джерело:

### Досягнення клубів
| Клуб                         | Чемпіон | Сезони                                         |
| ---------------------------- | ------- | ---------------------------------------------- |
| Армія Лаосу                  | 8       | 1990, 1991, 1992, 1993, 1994, 1996, 1997, 2008 |
| Йота                         | 4       | 2002, 2003, 2004, 2011                         |
| Лао Тойота                   | 3       | 2015, 2017, 2018                               |
| Банк Лаосу                   | 2       | 2001, 2010                                     |
| В'єнтьян                     | 2       | 2005, 2006                                     |
| Ланексанг Юнайтед            | 1       | 2016                                           |
| Хоангань Аттапи              | 1       | 2014                                           |
| SHB Тямпасак                 | 1       | 2013                                           |
| Поліція Лаосу                | 1       | 2012                                           |
| Лаосько-американський коледж | 1       | 2007                                           |
| Кхаммуан Провінс Тім         | 1       | 1998                                           |
| Паксе                        | 1       | 1995                                           |
| Саваннакхет                  | 1       | 1993                                           |